# Santa Cruz del Norte
El municipio de Santa Cruz del Norte se encuentra ubicado en la costa norte de Cuba, es uno de los 11 municipios que conforman la nueva Provincia de Mayabeque. Hasta 2010 perteneció a la provincia de La Habana. Limita al este con la provincia de Matanzas, al oeste con el municipio de Habana del Este de La Habana, norte con el estrecho de la Florida y al sur con los municipios de Jaruco y Madruga. Su territorio cubre una superficie de 376 kilómetros cuadrados.

## Jurisdicción
Al ser segregado del municipio de Jaruco, en el periodo de 1931 a 1943 los barrios de Boca de Jaruco, Jibacoa y Santa Cruz del Norte, se logra constituir el municipio de Santa Cruz del Norte con los mismos. Posteriormente en la década de los 70 se le incorpora la mayor parte del territorio de antiguo municipio matancero de Canasí.

## Transporte
El municipio es atravesado de este a oeste por la Vía Blanca, autovía que lo comunica con La Habana y Matanzas. El ferrocarril eléctrico de Hershey corre por el valle interior, comunicando también ambas ciudades, pasando por áreas rurales y poblados del municipio. Una carretera une a Santa Cruz con Jaruco y San José de las Lajas.

## Economía
Es un municipio con desarrollo industrial. Las principales industrias son la ronera, donde se hace el Ron Havana Club y la Central Termoeléctrica, ésta nutre a la provincia de Mayabeque y a la propia La Habana. Además en los últimos años ha habido una proliferación de la extracción de petróleo y gas natural, junto con dos plantas de generación de energía eléctrica a partir del gas acompañante (ENERGAS). 
También hay industrias de bebidas no alcohólicas (BECASA), fabricación de levaduras (LEFERSA), cerámica, pesca, turismo (hoteles y bases de campismo en el litoral norte) y refinación de azúcar en el antiguo central Hershey. La mayor parte de las tierras se dedican a la ganadería vacuna.

## Ciudades, pueblos y lugares en este municipio
Santa Cruz del Norte, CONCUNI, Boca de Jaruco, Loma del Tanque, Central Camilo Cienfuegos (antiguo Hershey), El Comino, La Sierra, Canasí, Puerto Escondido, Jibacoa, San Juan, San Adrián, Paula, Camarones, La botina, Armona, Comunidad el Rubio, Armenteros, San Ignacio, Machao, Calderón, San Lorenzo.

## Televisora
El municipio Santa Cruz del Norte posee la televisora local Telemar que solo trasmite los viernes, sábados y domingos.

## Radioemisora
El municipio Santa Cruz del Norte cuenta con una radioemisora local La Voz del litoral que transmite por los 102.5 FM todos los días desde las 7:00am hasta la 1:00pm. La cual cuenta con una programación variada para todas las edades.

## Religión
Posee 7 congregaciones de diferentes denominaciones como: Asambleas de Dios, Metodista, Episcopal, Bautista, siendo la religión católica la más practicada y también hay una congregación de los Testigos de Jehová.

## Hermanamientos
- Santa Cruz de Tenerife, Islas Canarias